# South American Land Mammal Age
Een South American Land Mammal Age (afgekort: SALMA) is een stratigrafische biozone, een correleerbare zone in lagen sedimentaire gesteente, die een bepaalde assemblage van fossielen van Zuid-Amerikaanse zoogdieren bevat. Hoewel biozones als biostratigrafische eenheden per definitie niet overal precies dezelfde ouderdom hoeven te hebben, worden SALMA's in de praktijk vaak als tijdschaal gebruikt. Het Cenozoïcum van Zuid-Amerika wordt dan in deze tijdsnedes (Engels: ages) of etages (Engels: stages) opgedeeld. Gebruikelijker is het de geologische tijdschaal in te delen in de tijsnedes van de ICS. 
| SALMA         | Tijd geleden (Ma) | ICS-tijdvak            | Naamgevende locatie                              |
| Lujanian      | 0,8 – 0,011       | Pleistoceen            | Luján-formatie, Argentinië                       |
| Ensenadan     | 1,2 – 0,8         | Pleistoceen            | La Ensenada-formatie, Argentinië                 |
| Uquian        | 3,0 – 1,2         | Plioceen / Pleistoceen | Uquía-formatie, Argentinië                       |
| Chapadmalalan | 4,0 – 3,0         | Plioceen               | Chapadmalal, Argentinië                          |
| Montehermosan | 6,8 – 4,0         | Mioceen / Plioceen     | Monte Hermoso-formatie, Argentinië               |
| Huayquerian   | 9,0 – 6,8         | Mioceen                | Huayquerías-formatie, Argentinië                 |
| Chasicoan     | 10,0 – 9,0        | Mioceen                | Arroyo Chasicó, Argentinië                       |
| Mayoan        | 11,8 – 10,0       | Mioceen                | Río Mayo-formatie, Argentinië                    |
| Laventan      | 13,8 – 11,8       | Mioceen                | La Venta, Colombia (Villavieja-formatie)         |
| Colloncuran   | 15,5 – 13,8       | Mioceen                | Collón Curá-formatie, Argentinië                 |
| Friasian      | 16,3 – 15,5       | Mioceen                | Río Frías-formatie, Chili                        |
| Santacrucian  | 17,5 – 16,3       | Mioceen                | Santa Cruz, Argentinië                           |
| Colhuehuapian | 21,0 – 17,5       | Mioceen                | Colhué Huapí-lid, Sarmiento-formatie, Argentinië |
| Deseadan      | 29,0 – 21,0       | Oligoceen / Mioceen    | Deseado-formatie, Argentinië                     |
| Tinguirirican | 36,0 – 29,0       | Eoceen / Oligoceen     | Tinguiririca, Chili                              |
| Divisaderan   | 42,0 – 36,0       | Eoceen                 | Divisadero Largo-formatie, Argentinië            |
| Mustersan     | 48,0 - 42,5       | Eoceen                 | Lake Musters, Argentinië                         |
| Casamayoran   | 54,0 – 48,0       | Eoceen                 | Casamayor-formatie, Argentinië                   |
| Riochican     | 57,0 – 54,0       | Paleoceen / Eoceen     | Grupo Río Chico, Argentinië                      |
| Itaboraian    | 59,0 – 57,0       | Paleoceen              | Itaboraí-bekken, Brazilië                        |
| Peligran      | 62,5 - 59,0       | Paleoceen              | Punta Peligro, Argentinië                        |
| Tiupampan     | 64,5 - 62,5       | Paleoceen              | Tiupampa, Bolivia (Santa Lucía-formatie)         |